# Atlas Shrugged: Part II
Atlas Shrugged: Part II (även Atlas Shrugged Part II: The Strike) är en amerikansk film från 2012. Filmen är en uppföljare till Atlas Shrugged: Part I (2011) och bygger på den andra tredjedelen av Ayn Rands roman Och världen skälvde (1957).
Efter den första filmens blygsamma biljettintäkter var det osäkert om uppföljaren skulle bli av men 2012 påbörjades produktionen med en högre budget än den första filmen. Hela skådespelarensembeln var utbytt; Dagny Taggart spelas i denna film av Samantha Mathis och Henry Rearden av Jason Beghe.
Filmen hade premiär i USA den 12 oktober 2012. Den visades på 1012 biografer och drog in $1,75 miljoner under premiärhelgen, vilket bara var lite mer än föregångaren som dock bara hade premiär på 299 biografer. Sammantaget drog den in drygt $3,3 miljoner. Filmen sågades av kritikerna; på Rotten Tomatoes hade den en positiv recension av tjugo.

## Rollista
- Samantha Mathis - Dagny Taggart
- Jason Beghe - Henry Rearden
- Esai Morales - Francisco d'Anconia
- Patrick Fabian - James Taggart
- Kim Rhodes - Lillian Rearden
- Richard T. Jones - Eddie Willers
- D.B. Sweeney - John Galt
- Paul McCrane - Wesley Mouch
- John Rubinstein - Dr. Floyd Ferris
- Robert Picardo - Dr. Robert Stadler